# Distrito electoral de Metropolis n.º 4
Metropolis No. 4 (en inglés: Metropolis No. 4 Precinct) es un distrito electoral ubicado en el condado de Massac en el estado estadounidense de Illinois. En el Censo de 2010 tenía una población de 912 habitantes y una densidad poblacional de 846,45 personas por km².

## Geografía
Metropolis No. 4 se encuentra ubicado en las coordenadas 37°8′45″N 88°43′8″O / 37.14583, -88.71889. Según la Oficina del Censo de los Estados Unidos, Metropolis No. 4 tiene una superficie total de 1.08 km², de la cual 1.05 km² corresponden a tierra firme y (2.16%) 0.02 km² es agua.

## Demografía
Según el censo de 2010, había 912 personas residiendo en Metropolis No. 4. La densidad de población era de 846,45 hab./km². De los 912 habitantes, Metropolis No. 4 estaba compuesto por el 84.43% blancos, el 7.79% eran afroamericanos, el 0.66% eran amerindios, el 0.55% eran asiáticos, el 0% eran isleños del Pacífico, el 1.43% eran de otras razas y el 5.15% pertenecían a dos o más razas. Del total de la población el 2.3% eran hispanos o latinos de cualquier raza.